# 湯沐 (弘治進士)
湯沐（1460年—1532年），字新之，號沂樂，南京常州府江陰縣（今江蘇省江陰市）人，明朝政治人物、同進士出身。

## 生平
成化二十二年（1486年）丙午科應天府鄉試第六名舉人。弘治九年（1496年）中式丙辰科會試第二百四十六名，三甲第二十二名進士，任崇德县知縣，選授山東道監察御史。正德年間，彈劾中官苗逵、保國公朱暉等，出任湖廣僉事。其不依附劉瑾，以學士張芮事情波及，貶為武義知縣。
劉瑾被誅，復廣東僉事。正德七年（1512年），任福建按察司副使。正德九年，升任江西按察使。正德十年，改任浙江右布政使。正德十二年，任廣東左布政使。正德十六年，升任都察院右副都御史、貴州巡撫。嘉靖二年，改為四川巡撫，次年擔任大理寺卿。因李福達獄連坐歸鄉，嘉靖十一年八月卒，得年七十三。

## 家族
曾祖湯榮；祖父湯仲器；父湯虞，號厚菴，義官。母胡氏。永感下。